# Phyteuma spicatum
ll raponzolo giallo o ajucca (nome scientifico Phyteuma spicatum L., 1753) è una pianta erbacea perenne appartenente alla famiglia delle Campanulaceae.

## Etimologia
Il nome generico (Phyteuma), utilizzato per la prima volta da Dioscoride (Anazarbe, 40 circa – 90 circa) medico, botanico e farmacista greco antico che esercitò a Roma ai tempi dell'imperatore Nerone, deriva dalla parola greca "phyto" (= pianta) e significa: "ciò che è piantato", mentre L'epiteto specifico (spicatum) è stato dato in riferimento alla forma dell'infiorescenza (forma a spiga).
Il binomio scientifico della pianta di questa voce è stato proposto da Carl von Linné (1707 – 1778) biologo e scrittore svedese, considerato il padre della moderna classificazione scientifica degli organismi viventi, nella pubblicazione "Species Plantarum - 1: 171. 1753" del 1753.

## Descrizione

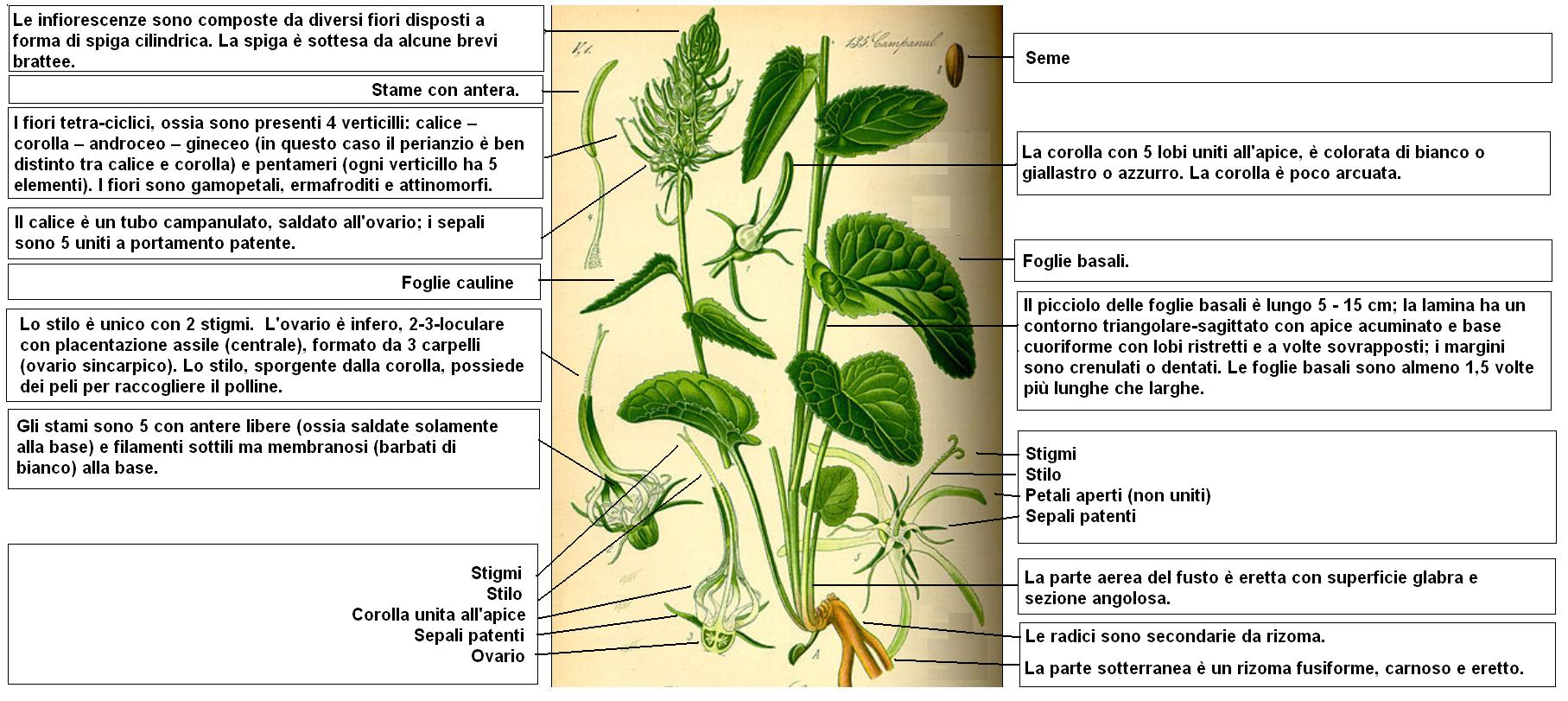
Descrizione delle parti della pianta

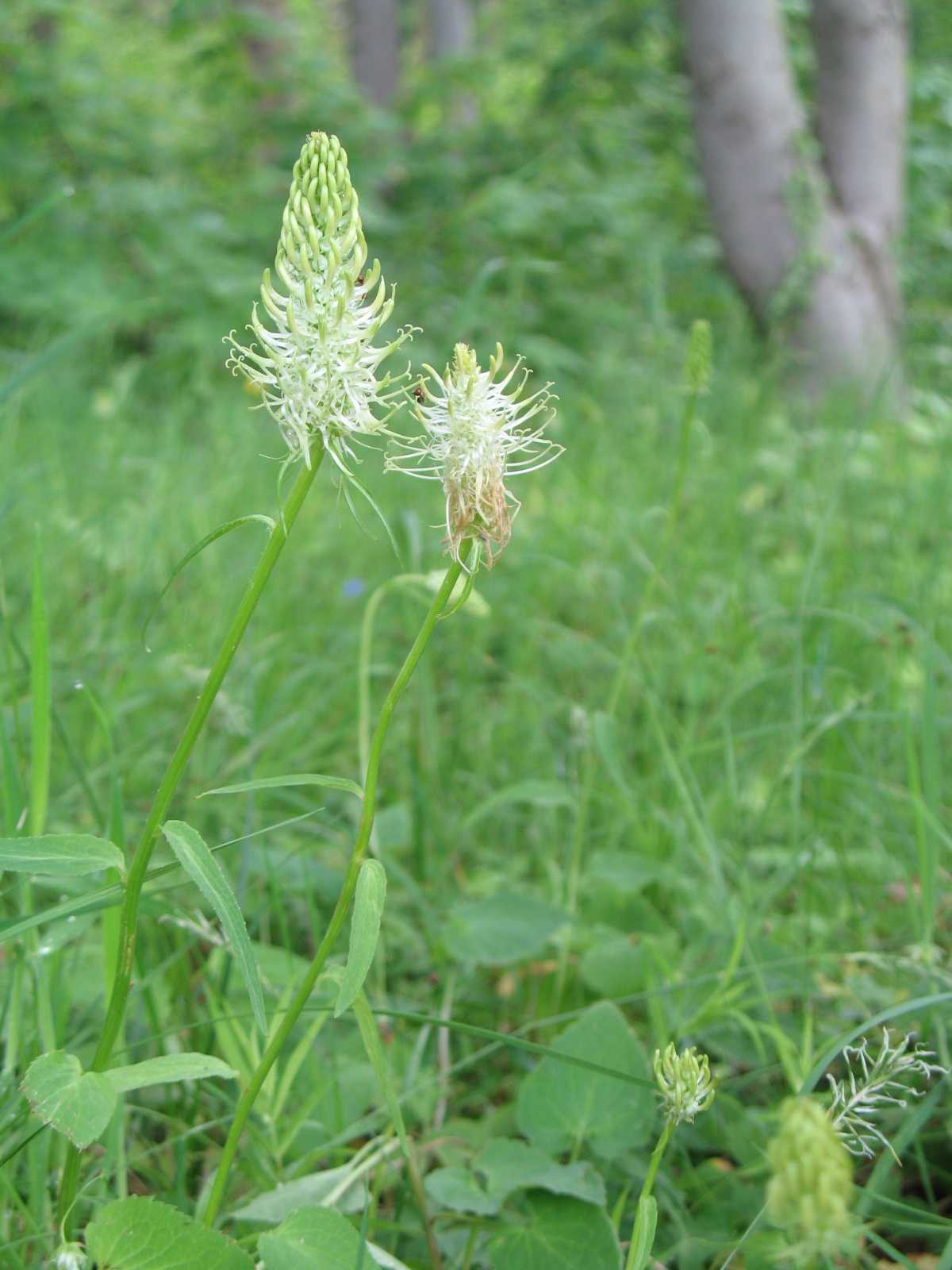
Il portamento

(La seguente descrizione è relativa alla specie Phyteuma spicatum s.l.; per i dettagli delle sottospecie vedere più avanti.)

Queste piante arrivano al massimo ad una altezza di 2 - 8 dm. La forma biologica è emicriptofita scaposa (H scap), ossia in generale sono piante erbacee, a ciclo biologico perenne, con gemme svernanti al livello del suolo e protette dalla lettiera o dalla neve e sono dotate di un asse fiorale eretto e spesso privo di foglie. Gli scapi sono semplici e indivisi. Queste piante inoltre contengono lattice.

### Radici
Le radici sono secondarie da rizoma.

### Fusto
- Parte ipogea: la parte sotterranea è un rizoma fusiforme, carnoso e eretto.
- Parte epigea: la parte aerea del fusto è eretta con superficie glabra e sezione angolosa.

### Foglie

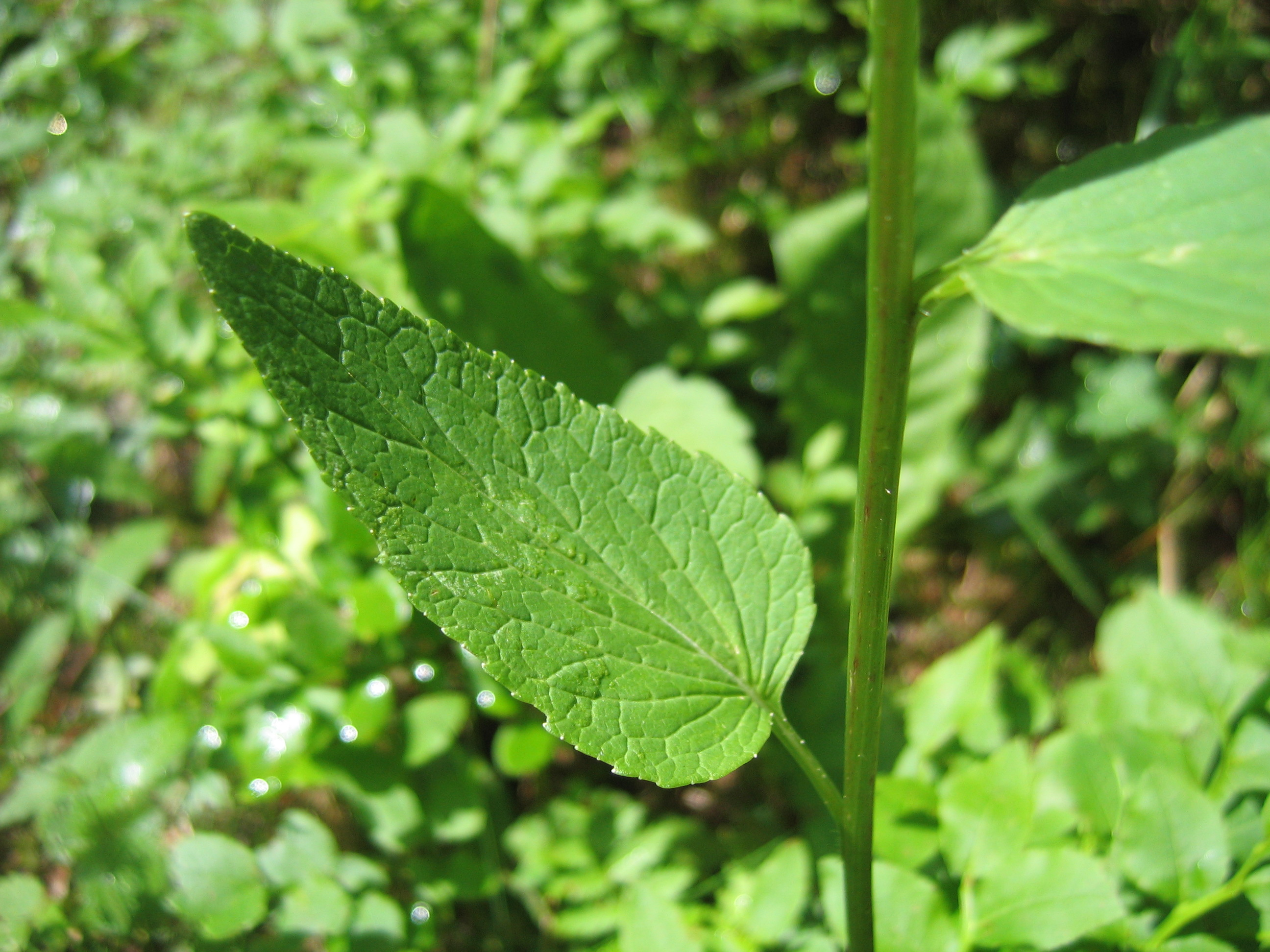
Le foglie

Le foglie sono sia basali che cauline. Il picciolo delle foglie basali è lungo 5 – 15 cm; la lamina ha un contorno triangolare-sagittato con apice acuminato e base cuoriforme con lobi ristretti e a volte sovrapposti; i margini sono crenulati o dentati. Le foglie basali sono almeno 1,5 volte più lunghe che larghe. La lamina delle foglie cauline ha un contorno triangolare, sono progressivamente subsessili e più ristrette alla base. Le foglie spesso sono screziate di scuro.

### Infiorescenza

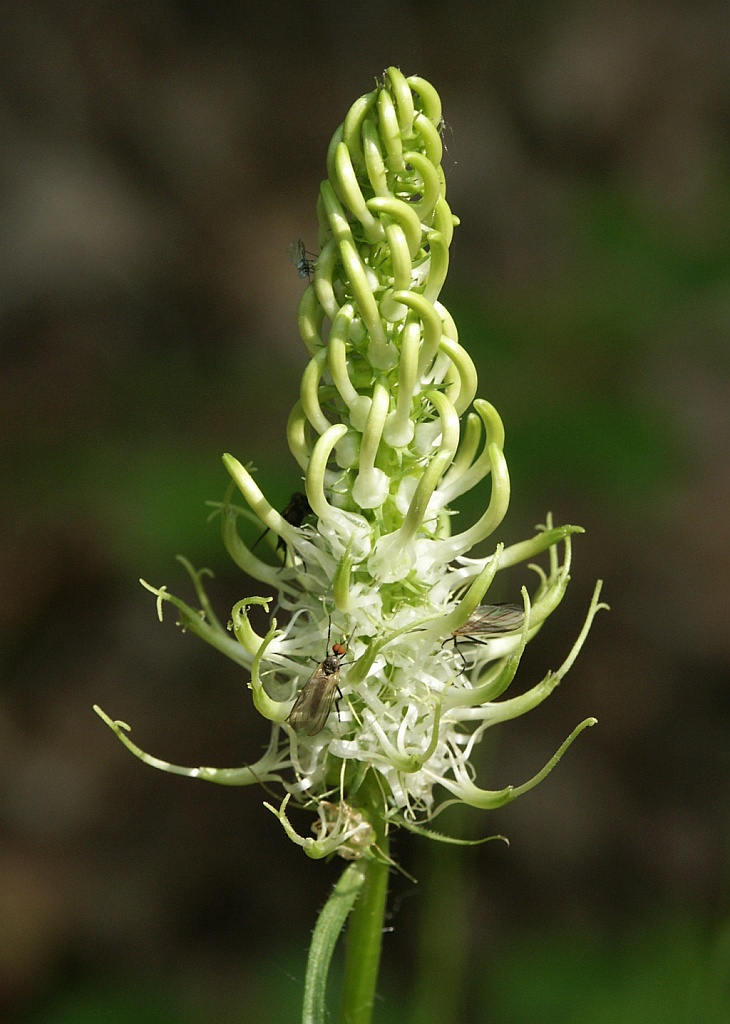
L'infiorescenza

Le infiorescenze sono composte da diversi fiori disposti a forma di spiga cilindrica. La spiga è sottesa da alcune brevi brattee (generalmente una). Dimensione dell'infiorescenza: 30 – 60 mm.

### Fiore
I fiori sono tetra-ciclici, ossia sono presenti 4 verticilli: calice – corolla – androceo – gineceo (in questo caso il perianzio è ben distinto tra calice e corolla) e pentameri (ogni verticillo ha 5 elementi). I fiori sono inoltre gamopetali, ermafroditi e attinomorfi.
- Formula fiorale: per questa pianta viene indicata la seguente formula fiorale:

K (5), C (5), A (5), G (2-5), infero, capsula
- Calice: il calice è un tubo campanulato, saldato all'ovario; i sepali sono 5 uniti a portamento patente.
- Corolla: la corolla con 5 lobi uniti all'apice, è colorata di bianco o giallastro o azzurro (vedi paragrafo "Sottospecie"). Il portamento della corolla è un poco arcuato.
- Androceo: gli stami sono 5 con antere libere (ossia saldate solamente alla base) e filamenti sottili ma membranosi (barbati di bianco) alla base. La deiscenza delle antere è longitudinale. Il polline è 4-porato e spinuloso (esina irta di punti). Gli stami sporgono dalle aperture della corolla.
- Gineceo: lo stilo è unico con 2 stigmi. L'ovario è infero, 2-3-loculare con placentazione assile (centrale), formato da 3 carpelli (ovario sincarpico). Lo stilo, sporgente dalla corolla, possiede dei peli per raccogliere il polline. Le superfici stigmatiche sono posizionate sulla faccia superiore degli stigmi.
- Fioritura: da (maggio) giugno ad luglio.

### Frutti
I frutti sono delle capsule poricide 3-loculari; la deiscenza avviene tramite 2 - 3 pori situati nella parte laterale. I semi sono molto numerosi, minuti e lisci.

## Riproduzione
- Impollinazione: l'impollinazione avviene tramite insetti (impollinazione entomogama con api e farfalle anche notturne). In queste piante è presente un particolare meccanismo a "pistone": le antere formano un tubo nel quale viene rilasciato il polline raccolto successivamente dai peli dallo stilo che nel frattempo si accresce e porta il polline verso l'esterno.[9]
- Riproduzione: la fecondazione avviene fondamentalmente tramite l'impollinazione dei fiori (vedi sopra).
- Dispersione: i semi cadendo a terra (dopo essere stati trasportati per alcuni metri dal vento, essendo molto minuti e leggeri – disseminazione anemocora) sono successivamente dispersi soprattutto da insetti tipo formiche (disseminazione mirmecoria).

## Tassonomia
La famiglia di appartenenza del Phyteuma spicatum (Campanulaceae) è relativamente numerosa con 89 generi per oltre 2000 specie (sul territorio italiano si contano una dozzina di generi per un totale di circa 100 specie); comprende erbacee ma anche arbusti, distribuiti in tutto il mondo, ma soprattutto nelle zone temperate. Il genere di questa voce appartiene alla sottofamiglia Campanuloideae (una delle cinque sottofamiglie nella quale è stata suddivisa la famiglia Campanulaceae) e comprende una trentina di specie 16 delle quali sono presenti sul territorio italiano. 

Il Sistema Cronquist assegna il genere Phyteuma alla famiglia delle Campanulaceae e all'ordine delle Campanulales mentre la moderna classificazione APG la colloca nell'ordine delle Asterales (stessa famiglia). Sempre in base alla classificazione APG sono cambiati anche i livelli superiori (vedi tabella all'inizio a destra).

Il numero cromosomico di P. spicatum è: 2n = 22.

### Sottospecie
Per questa specie sono riconosciute le seguenti sottospecie:

#### Sottospeciespicatun

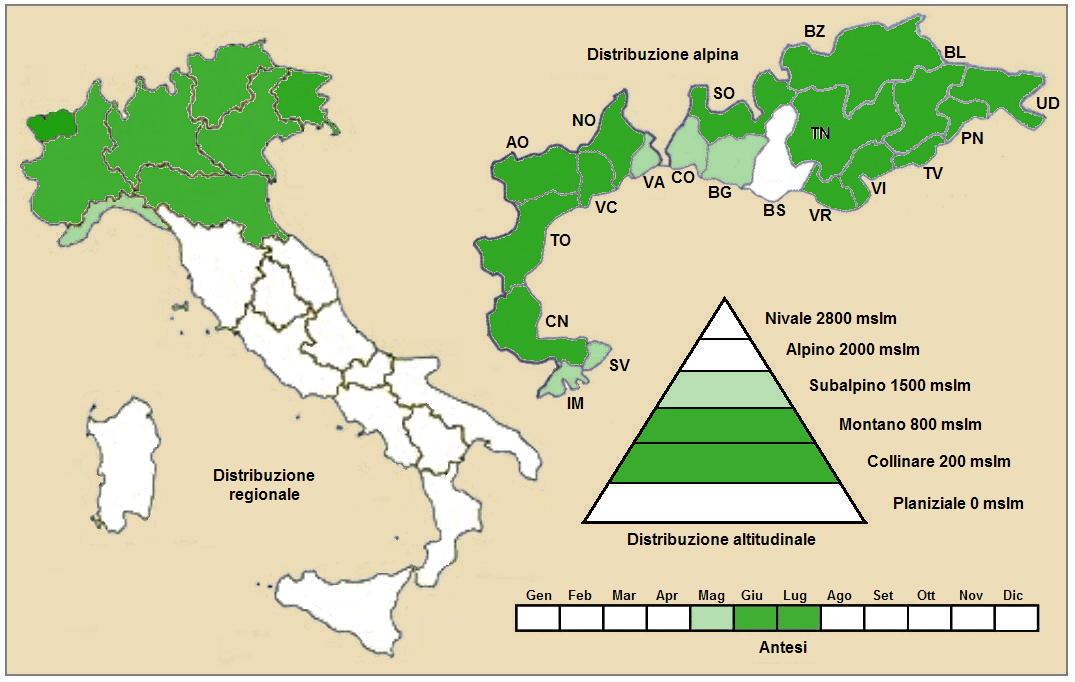
Distribuzione della pianta
(Distribuzione regionale – Distribuzione alpina)

- Nome scientifico: Phyteuma spicatum L., 1753 subsp. spicatum
- Descrizione: la corolla è bianca o bianco-giallastra.
- Geoelemento: il tipo corologico (area di origine) è Centro Europeo.
- Distribuzione: è il tipo più comune; in Italia è presente al Nord (comune nelle Alpi, rara altrove). Fuori dall'Italia, sempre nelle Alpi, questa specie si trova ovunque. Sugli altri rilievi europei collegati alle Alpi si trova nella Foresta Nera, Vosgi, Massiccio del Giura, Massiccio Centrale, Pirenei e Carpazi.[12] Nel resto dell'Europa si trova dal Mediterraneo fino alla Gran Bretagna e Scandinavia (è assente nell'Europa dell'Est).
- Habitat: l'habitat tipico per questa pianta sono i boschi (soprattutto faggete); ma anche i prati e pascoli mesofili, i megaforbieti, i popolamenti a felci. Il substrato preferito è calcareo ma anche calcareo/siliceo con pH neutro, medi valori nutrizionali del terreno che deve essere mediamente umido.[12]
- Distribuzione altitudinale: sui rilievi queste piante si possono trovare da 800 fino a 1600 m s.l.m. (raramente scendono fino a 250 e sopra i 2400 m s.l.m.); frequentano il piano vegetazionale collinare, quello montano e in parte quello subalpino.
- Fitosociologia: dal punto di vista fitosociologico Phyteuma spicatum appartiene alla seguente comunità vegetale:[12]

Formazione: delle comunità forestali
Classe: Carpino-Fagetea sylvaticae

#### Sottospeciecoeruleum

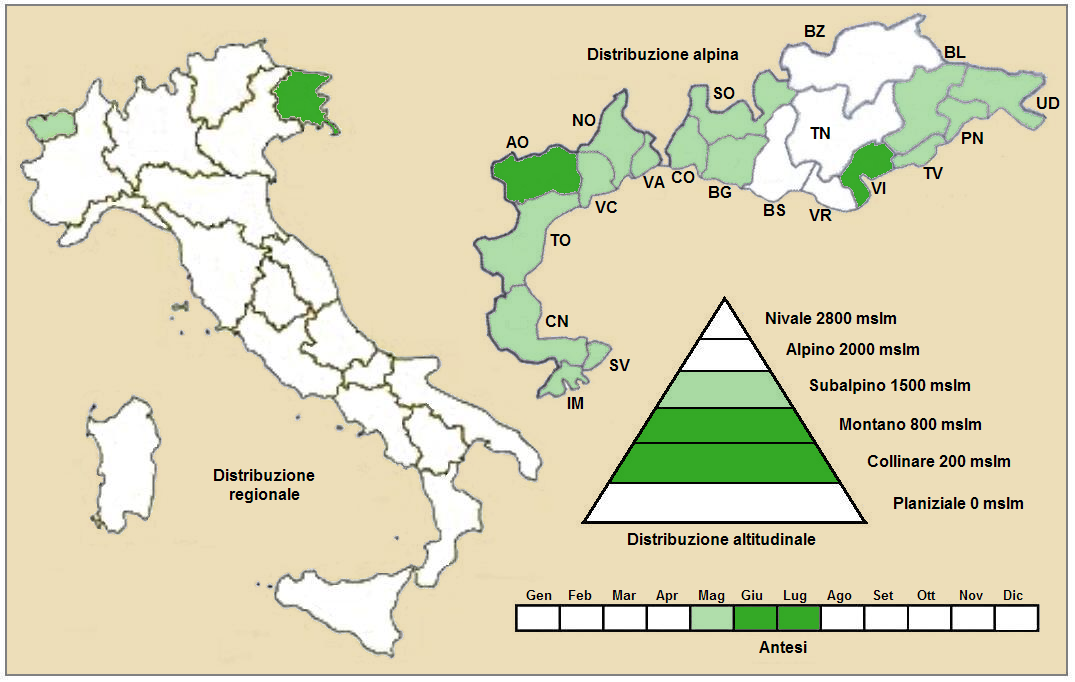
Distribuzione della pianta
(Distribuzione regionale – Distribuzione alpina

- Nome scientifico: Phyteuma spicatum L., 1753 subsp. coeruleum R. Schulz, 1904
- Descrizione: la corolla è azzurra (spesso solamente all'apice della corolla e sugli stigmi).
- Geoelemento: il tipo corologico (area di origine) è Centro Europeo.
- Distribuzione: in Italia è presente in Val d'Aosta e forse più a oriente. Fuori dall'Italia, sempre nelle Alpi, questa specie si trova in Francia (dipartimenti di Alpes-de-Haute-Provence, Hautes-Alpes, Savoia e Alta Savoia), in Austria (Länder della Stiria e Austria Inferiore) e Slovenia. Sugli altri rilievi europei collegati alle Alpi si trova nella Foresta Nera, Vosgi, Massiccio del Giura e Massiccio Centrale.[12]
- Habitat: l'habitat tipico per questa pianta sono i boschi (soprattutto faggete); ma anche i prati e pascoli mesofili, i megaforbieti, i popolamenti a felci. Il substrato preferito è calcareo ma anche calcareo/siliceo con pH neutro, medi valori nutrizionali del terreno che deve essere mediamente umido.[12]
- Distribuzione altitudinale: sui rilievi queste piante si possono trovare da 800 fino a 1600 m s.l.m. (raramente scendono fino a 250 e sopra i 2400 m s.l.m.); frequentano il piano vegetazionale collinare, quello montano e in parte quello subalpino.
- Fitosociologia: dal punto di vista fitosociologico Phyteuma spicatum appartiene alla seguente comunità vegetale:[12]

Formazione: delle comunità forestali
Classe: Carpino-Fagetea sylvaticae

### Sinonimi
Questa entità ha avuto nel tempo diverse nomenclature. L'elenco seguente indica alcuni tra i sinonimi più frequenti:
- Phyteuma abelis Sennen
- Phyteuma ambigens (Rouy) Prain
- Phyteuma angustifolium Ledeb.
- Phyteuma bracteatum Losa
- Phyteuma coeruleum Dalla Torre & Sarnth.
- Phyteuma elongatum Hegetschw.
- Phyteuma occidentale (Rich.Schulz) G.H.Loos
- Phyteuma pyrenaicum Rich.Schulz
- Phyteuma pyrenaicum Sennen [Illegitimate]
- Phyteuma pyrenaicum subsp. betonicoides Rich.Schulz
- Phyteuma pyrenaicum var. brevibracteatum Rich.Schulz
- Phyteuma pyrenaicum subsp. cordifolium Rich.Schulz
- Phyteuma pyrenaicum var. ebracteatum Rich.Schulz
- Phyteuma pyrenaicum f. glabrescens Rich.Schulz
- Phyteuma pyrenaicum f. glabriusculum Rich.Schulz
- Phyteuma pyrenaicum f. glabrum Rich.Schulz
- Phyteuma pyrenaicum f. hirsutum Rich.Schulz
- Phyteuma pyrenaicum var. involucratum Rich.Schulz
- Phyteuma pyrenaicum f. nudum Rich.Schulz
- Phyteuma pyrenaicum f. pilosiusculum Rich.Schulz
- Phyteuma pyrenaicum f. pilosum Rich.Schulz
- Phyteuma pyrenaicum f. pubescens Rich.Schulz
- Phyteuma rapunculus Pers.
- Phyteuma spicatum var. alpinum Rich.Schulz
- Phyteuma spicatum f. bicrenatum Rich.Schulz
- Phyteuma spicatum var. bracteatum A.DC.
- Phyteuma spicatum var. coeruleum Hegetschw.
- Phyteuma spicatum var. coeruleum Gren. & Godr. [Illegitimate]
- Phyteuma spicatum var. coeruleum Gremli [Illegitimate]
- Phyteuma spicatum subsp. coeruleum Rich.Schulz
- Phyteuma spicatum f. cordatum Rich.Schulz
- Phyteuma spicatum f. crenatoserratum Rich.Schulz
- Phyteuma spicatum f. crenatum Rich.Schulz
- Phyteuma spicatum f. divaricatum Rich.Schulz
- Phyteuma spicatum f. ebracteatum Rich.Schulz
- Phyteuma spicatum f. fissum Rich.Schulz
- Phyteuma spicatum var. glabrum Rich.Schulz
- Phyteuma spicatum f. grossidentatum Rich.Schulz
- Phyteuma spicatum var. halleri Steud.
- Phyteuma spicatum f. incisum Rich.Schulz
- Phyteuma spicatum f. involucratum Rich.Schulz
- Phyteuma spicatum subsp. jurassicum Rich.Schulz
- Phyteuma spicatum var. jurassicum (Rich.Schulz) Hayek & Hegi
- Phyteuma spicatum f. macrodon Rich.Schulz
- Phyteuma spicatum f. microdon Rich.Schulz
- Phyteuma spicatum subsp. occidentale Rich.Schulz
- Phyteuma spicatum var. pilosum Rich.Schulz
- Phyteuma spicatum var. pseudohalleri Font Quer ex O.Bolòs & Vigo
- Phyteuma spicatum var. roseum Degen & P. Rossi
- Phyteuma spicatum var. vulgare Rich.Schulz
- Rapunculus albidus E.H.L.Krause
- Rapunculus ovatus Bubani
- Rapunculus spicatus (L.) Mill.

### Specie simili
Le seguenti specie dello stesso genere, con distribuzione alpina, possono essere confuse con quella di questa voce (sono indicati alcuni caratteri utili a distinguere una specie dall'altra):
- Phyteuma spicatum L. - Raponzolo spigato: la lamina delle foglie ha una forma ovato-cuoriforme con bordi appena dentati; la corolla è bianca, gialla o screziata di violetto; gli stigmi sono 2. Si trova su tutto l'arco alpino.
- Phyteuma ovatum Honck.  - Raponzolo ovato: la lamina delle foglie ha una forma ovato-cuoriforme con bordi profondamente seghettati; la corolla è violaceo-nerastra; gli stigmi sono 2. Si trova su tutto l'arco alpino.
- Phyteuma persicifolium Hoppe - Raponzolo di Zahlbruckner: la lamina delle foglie ha una forma lanceolato-lineare con base tronca; le foglie basali formano una rosetta; la superficie delle foglie è glabra; gli stigmi sono 2/3. Si trova nelle Alpi Orientali.
- Phyteuma betonicifolium Vill. - Raponzolo con foglie di betonica: la lamina delle foglie ha una forma lanceolato-lineare con base cuoriforme; le foglie basali formano una rosetta; la superficie delle foglie è pubescente; gli stigmi sono 2. Si trova su tutto l'arco alpino.
- Phyteuma scorzonerifolium Vill. - Raponzolo a foglie di scorzonera: la lamina delle foglie ha una forma lanceolato-lineare; le foglie basali non formano una rosetta; la superficie delle foglie è glabra; l'infiorescenza è una spiga cilindrica; gli stigmi sono 2. Si trova nelle Alpi Occidentali.
- Phyteuma michelii All. - Raponzolo di Micheli: la lamina delle foglie ha una forma lanceolato-lineare; le foglie basali non formano una rosetta; la superficie delle foglie è cigliata; l'infiorescenza è una spiga ovoide; gli stigmi sono 2. Si trova nelle Alpi Occidentali.